# Isoldalinus
Isoldalinus is een geslacht van wantsen uit de familie van de Miridae (Blindwantsen). Het geslacht werd voor het eerst wetenschappelijk beschreven door Carvalho & Felippe in 1983.

## Soorten
Het genus is monotypisch en bevat alleen de volgende soort:

- Isoldalinus rarus (Carvalho, 1950)